# Тамбовска побуна
Тамбовска побуна 1920–1922. била је једна од највећих и најбоље организованих сељачких побуна која је изазвала бољшевичку владу током Руског грађанског рата. Устанак се догодио на територији савремене Тамбовске области и делу Вороњешке области, мање од 480 km (300 mi) југоисточно од Москве.
У совјетској историографији, побуна је названа Антоновшчина („Антоновска побуна“), тако названа по Александру Антонову, бившем функционеру Социјалистичке револуционарне партије, који се супротстављао влади бољшевика. Почела је у августу 1920. отпором насилној конфискацији жита и прерастао је у герилски рат против Црвене армије, јединица Чеке и совјетских руских власти. Главнину сељачке војске уништила су велика појачања Црвене армије хемијским оружјем у лето 1921, мање групе су наставиле су да буду дио побуне до следеће године. Процењује се да је током гушења устанка ухапшено око 100.000 људи, а убијено око 15.000.
Совјети су тај покрет касније приказали као анархични бандитизам, слично другим левичарским антибољшевичким покретима који су им се супротстављали током овог периода.